# La connessione Erdmann
La connessione Erdmann (The Erdmann Nexus) è un romanzo breve di fantascienza della scrittrice statunitense Nancy Kress, pubblicato nel 1995.

## Storia editoriale
Il romanzo è stato pubblicato per la prima volta sul numero doppio di ottobre-novembre del 2008 della rivista Asimov's Science Fiction.
Nel 2009 l'opera ha vinto il Premio Hugo per il miglior romanzo breve, classificandosi al secondo posto al Premio Locus per il miglior romanzo breve. Nel 2011 si è classificata al terzo posto al Premio Italia per la categoria migliori romanzi internazionali editi in Italia l'anno precedente.

## Trama
L'anziano professore di fisica, Harry Erdmann, vive in una casa di riposo. Una mattina viene colto da un malore che erroneamente attribuisce ad infarto. Ricoverato in ospedale per accertamenti, risulta essere in buona salute. Lo stesso fenomeno risulta aver colpito contemporaneamente molte persone in varie parti del mondo. Il giorno dopo e nei giorni seguenti, Harry accusa una strana sensazione sempre più forte: l'uomo prova una specie di separazione dal corpo e rivive ricordi ed esperienze non sue. Volendo dare una risposta alle sue domande, Harry si rivolge ad altri residenti della casa di riposo che hanno provato la stessa esperienza che si rivela essere causata da una connessione telepatica che si è instaurata tra varie persone.

## Edizioni
- (EN) Nancy Kress, The Erdmann Nexus, in Asimov's Science Fiction, n. 236-237, New York, Davis Publications, ottobre 2008.
- Nancy Kress, La connessione Erdmann, traduzione di Salvatore Proietti, Odissea Fantascienza, n. 39, Milano, Delos Books, 2010, ISBN 9788895724881.
- (FR) Nancy Kress, Le nexus du docteur Erdmann, traduzione di Erwann Perchoc and Alise Ponsero, Une heure-lumière, n. 2, Saint-Mammès, Le Bélial', gennaio 2016, ISBN 978-2-84344-140-0.